# Верхняя Куланинка
Верхняя Куланинка — село в Камышинском районе Волгоградской области, в составе Воднобуерачного сельского поселения. Основано в 1765 как немецкая колония Гольштейн. Население — 178 (2010).

## Название
Немецкое название по фамилии первого старосты (форштегера). По указу от 26 февраля 1768 года о наименованиях немецких колоний получила официальное название Верхняя Куланинка.

## История
Основано 26 мая 1765 года. Основатели — 45 семей, выходцы из Вюртемберга, Швеции, Саксонии и Дармштадта.
До 1917 года входила в состав Усть-Кулалинского колонистского округа, после 1871 года Усть-Кулалинской волости Камышинского уезда Саратовской губернии.
Село относилось к лютеранскому приходу Галка. Церковь была построена в 1830 году. Часть жителей составляли баптисты. В селе имелись: 3 яблоневых сада, виноградник, 3 водяные мельницы, ветряная мельница, маслобойня, земская ямская станция, больница, ветеринарный пункт. С 1788 года в селе действовала церковно-приходская школа, с 1882 года земская школа.
После установления советской власти немецкое село сначала Нижне-Иловлинского района Голо-Карамышского уезда Трудовой коммуны (Области) немцев Поволжья, с 1922 года — Каменского, а с 1935 года — Добринского кантона Республики немцев Поволжья.
В голод 1921 года родилось 57 человек, умерло — 190.
В 1926 году в селе имелись кооперативная лавка, сельскохозяйственное кредитное товарищество, начальная школа. В 1927 году постановлением ВЦИК «Об изменениях в административном делении Автономной С. С. Р. Немцев Поволжья и о присвоении немецким селениям прежних наименований, существовавших до 1914 года» селу Верхне-Куланинка Каменского кантона возвращено название Гольштейн.
В сентябре 1941 года немецкое население села было депортировано на восток.

## Физико-географическая характеристика
Село находится на северо-востоке Камышинского района в пределах Приволжской возвышенности, являющейся частью Восточно-Европейской равнины, в верховьях реки Куланинка. Рельеф местности пересечённый. Восточный склон Приволжской возвышенности, круто обрывающийся к Волге, расчленён многочисленными балками и оврагами. Высота над уровнем моря — 92 метра. В окрестностях населённого пункта распространены каштановые почвы. Почвообразующие породы — глины и суглинки.
По автомобильным дорогам расстояние до административного центра сельского поселения села Воднобуерачное — 16 км, до районного центра города Камышин — 49 км, до областного центра города Волгоград — 240 км, до города Саратов — 160 км.
Часовой пояс
Верхняя Куланинка, как и вся Волгоградская область, находится в часовой зоне МСК (московское время). Смещение применяемого времени относительно UTC составляет +3:00.

## Население
Динамика численности населения по годам:
| 1767 | 1773 | 1788 | 1798 | 1816 | 1834 | 1850 | 1859 | 1886 | 1897 | 1904 | 1911 | 1920 | 1922 | 1923 | 1926 | 1931 |
| ---- | ---- | ---- | ---- | ---- | ---- | ---- | ---- | ---- | ---- | ---- | ---- | ---- | ---- | ---- | ---- | ---- |
| 355  | 202  | 283  | 354  | 471  | 928  | 1347 | 1419 | 1402 | 1495 | 2432 | 2548 | 1528 | 1083 | 1186 | 1360 | 1477 |

В 1931 году немцы составляли свыше 99 % населения села.
| 2002 |
| ---- |
| 176  |

| 1992 | 2010 |
| ---- | ---- |
| 170  | ↗178 |